# Venu
El venu es una flauta travesera de bambú usada en la música carnática del sur de la India. Es llamada también flauta carnática, siendo venu el nombre antiguo del instrumento en sánscrito. Se le llama de varias otras maneras en el sur de la India, incluyendo pullanguzhal (en los idiomas tamil y malayalam).
El instrumento, uno de los más antiguos de la India, es una flauta travesera sin claves hecha de un tubo de bambú de forma cónica, que tiene unos 90 centímetros de longitud. Los agujeros se abren y cierran usando los dedos de ambas manos. Consta del agujero de soplado y ocho agujeros para los dedos estrechamente colocados. Existe en varios tamaños.
La flauta es como la voz humana en cuanto a monofonía y las dos octavas y media que posee de tonalidad mediante la presión del aire y la posición de los dedos. La soltura de los dedos abriendo y cerrando agujeros permite un alto grado de ornamentación, importante para la representación de la música basada en la Raga.
El venu se asocia con el dios hindú Krishna, que a menudo es representado tocándolo. Esta clase de flauta principalmente es usada en el sur de India. 
El homólogo del venu en el norte de la India es llamado bansuri.

## Maestros de venu en el pasado
- Palladam Sanjiva Rao
- H. Ramachandra Shastry
- T. R. Mahalingam
- B.N. Suresh
- T. Viswanathan
- T. K. Radhakrishnan
- T. A. Hariharan
- Cochin Ranganathan
- Sarabha Sastry
- H. Ramachandra Shastry

## Maestros de venu en el presente
- B. Shankar Rao (1922)
- N. Ramani, (1934)
- T. S. Sankaran
- Sikkil Sisters - Kunjumani & Neela (1930 y 1940)
- Sikkil Mala Chandrasekar, (1963)
- S. Shashank, (1978)
- K. S. Gopalakrishnan
- G.S. Srikrishnan